# Roter Turm (Luckau)

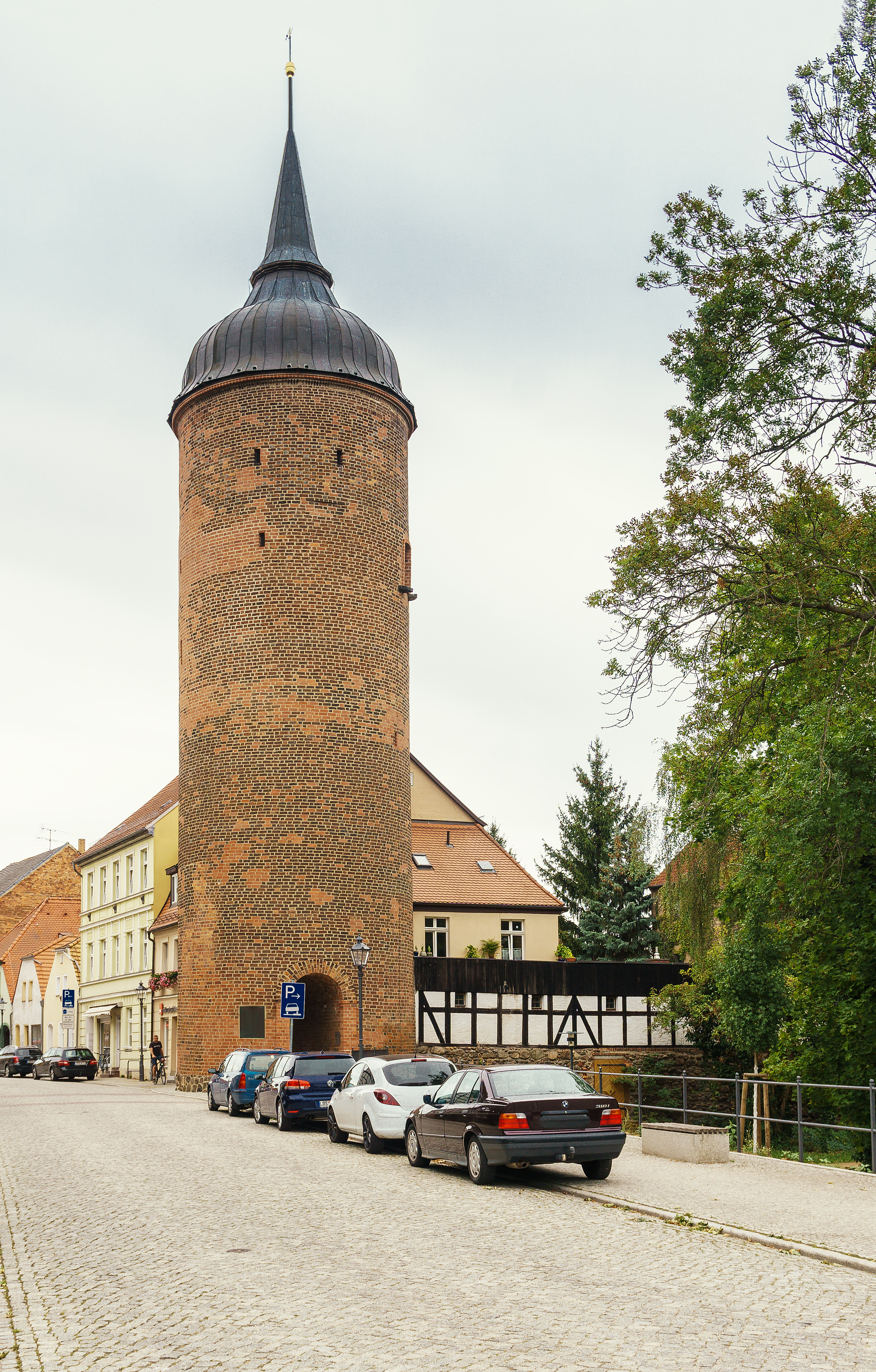
Roter Turm (2018)

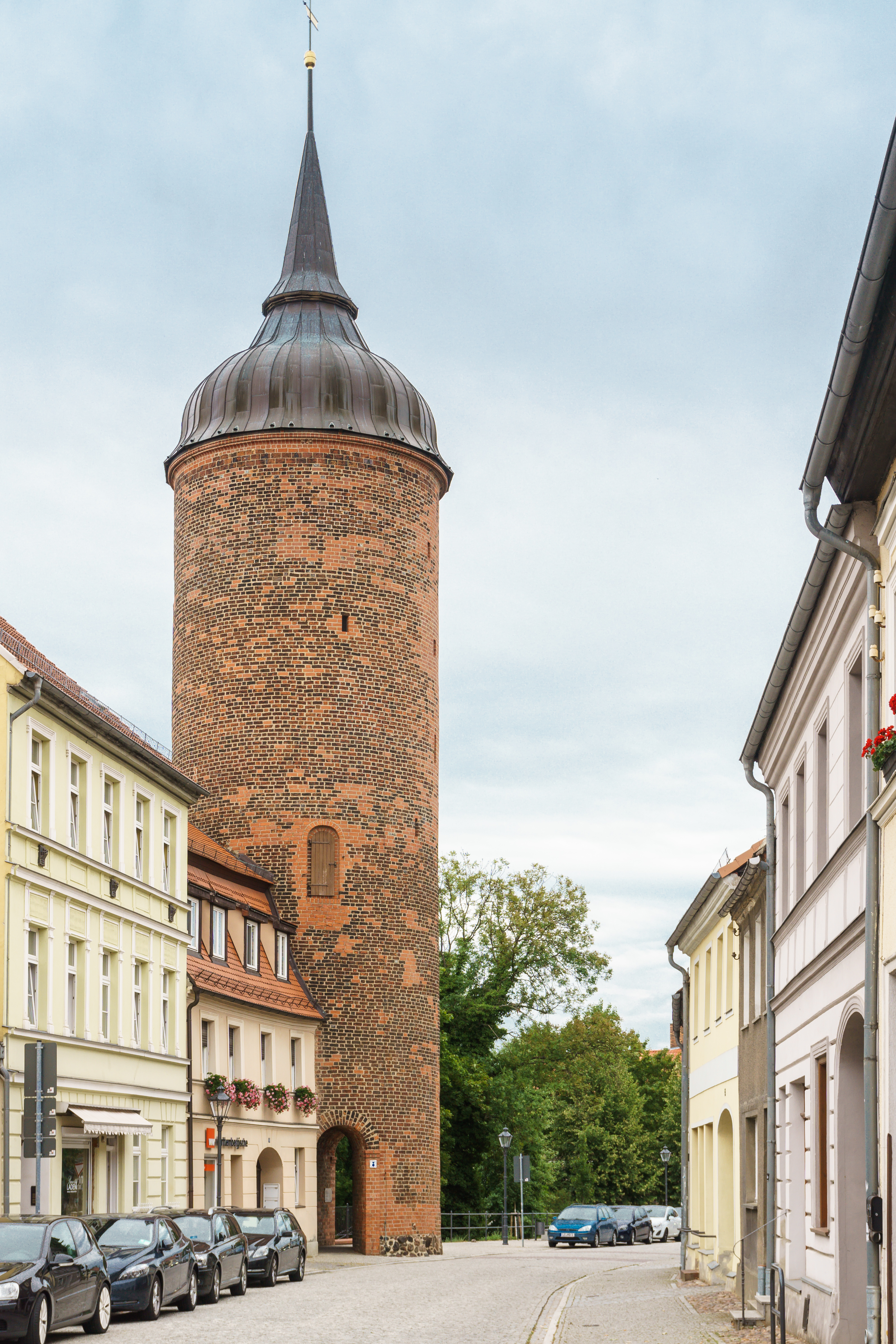
Ansicht von Westen (2018)

Der Rote Turm ist ein Teil der historischen Stadtbefestigung der Stadt Luckau im Landkreis Dahme-Spreewald in Brandenburg. Das ortsbildprägende Bauwerk steht unter Denkmalschutz.

## Geschichte und Architektur
Der heute 30 Meter hohe Turm war Bestandteil des in Richtung der Stadt Calau gelegenen Calauer Tores. Der Turm entstand ab Ende des 13., Anfang des 14. Jahrhunderts und wurde im Laufe der Zeit mehrfach erhöht. Seine heutige welschen Haube entstand 1871.
Der Fuß des runden aus Backstein errichteten Turms weist einen Durchmesser von 8 m bei einer Wandstärke von 2,50 Meter auf. Die Fassade ist ungegliedert. Der Zugang zum Turm befindet sich, bedingt durch die ursprüngliche Funktion als Wehrturm, stadtseitig in einer Höhe von 6,90 Meter über dem Niveau des heutigen Gehweges. In den Jahren 1992 und 1993 erfolgten umfangreiche Sanierungsarbeiten.
Am 4. Juni 1813 besiegten auf dem Gelände vor dem Turm verbündete preußische und russische Truppen französische Besatzungstruppen, womit deren Vormarsch auf Berlin verhindert wurde. Eine Erinnerungstafel am Turm erinnert an dieses Ereignis.